# Phaseolodes rostratum
Phaseolodes rostratum là một loài thực vật có hoa trong họ Đậu. Loài này được (Miq.) Kuntze miêu tả khoa học đầu tiên năm 1891.